# Nicholas Metropolis
Nicholas Constantine Metropolis, né le 11 juin 1915 à Chicago et mort le 17 octobre 1999 à Los Alamos (Nouveau-Mexique), est un physicien gréco-américain.

## Travaux
Il a reçu un doctorat en physique de l'Université de Chicago en 1941. Il a ensuite été recruté peu de temps après (en avril 1943 ) par Robert Oppenheimer quand il travaillait à Chicago en collaboration avec Enrico Fermi et Edward Teller sur le premier réacteur nucléaire, pour travailler au Los Alamos National Laboratory. Il faisait partie des cinquante premiers scientifiques recrutés sur ce projet.
Après la Deuxième Guerre mondiale, il devient professeur assistant à l'université de Chicago, avant de prendre en 1948 à Los Alamos, la direction de la Division Théorique qui a inventé le MANIAC I en 1952 et le MANIAC II en 1957. Entre 1957 à 1965, il est professeur de physique à l'université de Chicago, puis fonde et dirige son institut de recherche en informatique. En 1965, il retourne à nouveau à Los Alamos, où il est nommé Laboratory Senior Fellow en 1980.

## Méthode de Monte Carlo
Dans les années 1950, un groupe de chercheurs mené par Metropolis a développé la méthode de Monte-Carlo. C'est une méthode statistique utilisée dans un grand nombre d'applications, notamment le calcul d'intégrales multidimensionnelles complexes ou la modélisation moléculaire. En 1949, Metropolis a écrit un article sur cette méthode avec Stanislaw Ulam (son nombre d'Erdős est donc 2). En 1953, il a copublié le premier article qui fut déterminant dans l'évolution de la méthode dite du recuit simulé. Cet article a été le premier portant sur la simulation d'un liquide. Bien que Metropolis fut crédité pour cette innovation, tout le développement théorique était dû à Marshall Rosenbluth qui se distinguera plus tard comme figure centrale en physique des plasmas.
Les méthodes de Monte-Carlo sont une classe d'algorithmes numériques qui se basent sur la répétition d'un échantillonnage aléatoire pour estimer leurs résultats.
En physique statistique, avant l'introduction des méthodes de Monte-Carlo, la méthode de détermination des paramètres consistait à calculer les propriétés (comme l'énergie ou la densité) d'un grand nombre de configurations générées aléatoirement, puis à effectuer la moyenne pondérée pour chaque configuration, en utilisant le facteur de Boltzmann en {\displaystyle e^{-\beta }}, comme facteur de pondération, où {\displaystyle \beta =1/k_{B}T} est l'inverse du produit de la température {\displaystyle T} par la constante de Boltzmann {\displaystyle k_{B}}.
La contribution majeure de l'équipe de Metropolis a été d'inverser la méthode d'exploration de l'espace des configurations : au lieu de choisir aléatoirement un ensemble de configurations avant de les pondérer en fonction de leur énergie {\displaystyle E} et du facteur {\displaystyle e^{-E\beta }}, les configurations sont tirées selon une chaîne de Markov et acceptées en fonction de la différence d'énergie entre deux configuration successives {\displaystyle \Delta E}.
C'est-à-dire que le passage d'une configuration {\displaystyle i} à une configuration {\displaystyle j} est une variable aléatoire dont la probabilité, notée {\displaystyle P_{i\rightarrow j}} est donnée par l'équation :
{\displaystyle P_{i\rightarrow j}=\mathrm {min} \left\{1,e^{-\Delta E\beta }\right\}}
qui garantit une exploration de l'espace des phases respectant la densité de probabilité de trouver chaque configuration.

## Récompenses
Metropolis a été le premier employé du Los Alamos National Laboratory à être honoré du titre Emeritus par l'université de Californie. Il a également reçu un Computer Pioneer Award (1984) de l'Institute of Electrical and Electronics Engineers.
Le Prix Nicholas Metropolis est décerné chaque année par l'American Physical Society